# Socuy
Socuy je rijeka u Venezueli. Pritoka je rijeke El Limón i pripada karipskom slijevu.